# Paradosso del formaggio coi buchi

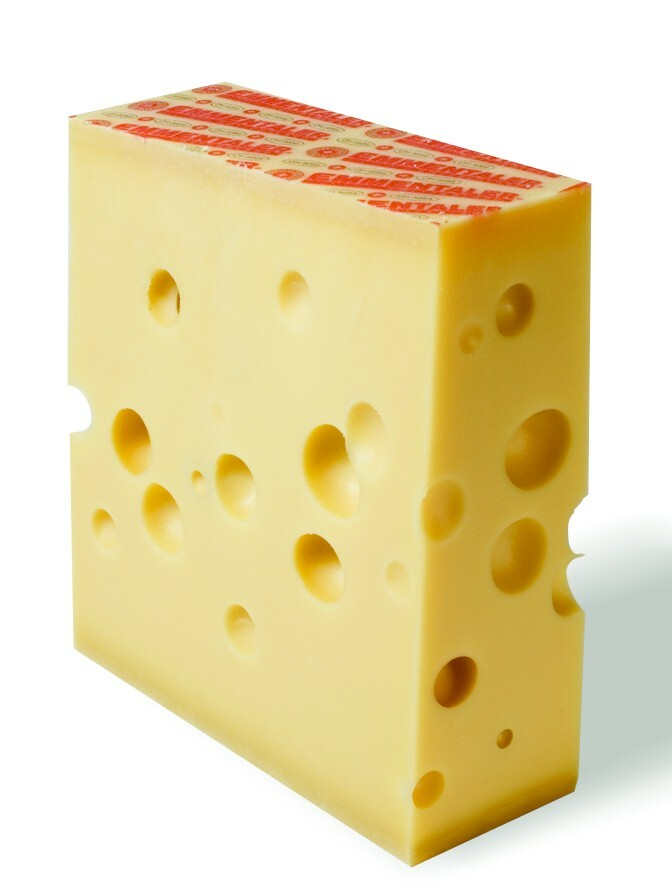
L'occhiatura denota i fori rotondi ("occhi") che sono una caratteristica di alcuni formaggi, soprattutto (ma non solo) di tipo svizzero e olandese.

Il paradosso del formaggio coi buchi, o paradosso del gruviera, è uno dei più celebri sillogismi di tipo A-A-A che evidenzia come l'applicazione rigida di un sillogismo porta a risultati aberranti.

## Enunciato
- Più formaggio c'è, più buchi ci sono;
- più buchi ci sono, meno formaggio c'è;
- quindi più formaggio c'è, meno formaggio c'è.

## Analisi
In realtà, nel sillogismo viene operato un leggero slittamento semantico fra i termini delle due premesse, che ne impedisce la conclusione.
Questo cambiamento è relativo alla differenza dei contesti delle due premesse. Infatti, per ciascuna premessa esiste un contesto sottinteso che rende possibile l'accettazione della premessa stessa come verità data; tuttavia questi due contesti impliciti si oppongono fra loro e invalidano la conclusione del sillogismo.
Possiamo schematizzare in dettaglio le premesse tenendo presenti il concetto di volume e quello della densità (rapporto materia/volume):
|                           | Termini                   | Termini             | Contesto                                      |
| ------------------------- | ------------------------- | ------------------- | --------------------------------------------- |
| Premessa maggiore         | maggiore                  | medio               | - Accrescimento del volume - Densità costante |
| Premessa maggiore         | Più formaggio c'è,        | più buchi ci sono;  | - Accrescimento del volume - Densità costante |
| Premessa minore Ovvero... | medio                     | minore              | - Volume costante - Diminuzione della densità |
| Premessa minore Ovvero... | ovvero più buchi ci sono, | meno formaggio c'è; | - Volume costante - Diminuzione della densità |
| Conclusione Quindi...     | maggiore                  | minore              | Confusione dei contesti                       |
| Conclusione Quindi...     | quindi più formaggio c'è, | meno formaggio c'è. | Confusione dei contesti                       |

Nella prima premessa aumenta il volume e la densità rimane costante, quindi aumentano i buchi; nella seconda premessa è il volume ad essere costante, quindi aumentando i buchi (ovvero diminuendo la densità) diminuisce la quantità di formaggio.

### Controprova
Se si fosse seguito correttamente il sillogismo mantenendo il volume e la densità costanti come nella prima premessa, il sillogismo sarebbe stato corretto nel risultato e senza contraddizioni:
- Più formaggio c'è, più buchi ci sono;
- più buchi ci sono, più formaggio c'è; (volume in aumento e densità costante come in premessa maggiore)
- più formaggio c'è, più formaggio c'è.